# Josefine Dragenberg
Josefine Dragenberg (født 10. april 1997 i Herning, Danmark) er en dansk håndboldspiller, der spiller for SønderjyskE Håndbold i Damehåndboldligaen.